# Parada (Lobera)
Parada (llamada oficialmente Santa Eufemia de Parada) es una parroquia y un lugar del municipio español de Lobera, en la provincia de Orense, Galicia.

## Organización territorial
La parroquia está formada por dos entidades de población:
- Parada do Monte
- Taboazas

## Demografía

### Parroquia
| Gráfica de evolución demográfica de Parada (parroquia) entre 2000 y 2022 |
|                                                                          |
| Datos según el nomenclátor publicado por el INE.                         |

### Lugar
| Gráfica de evolución demográfica de Parada do Monte (lugar) entre 2000 y 2022 |
|                                                                               |
| Datos según el nomenclátor publicado por el INE.                              |